# Carlos César Aiub
Carlos César Aiub (17 de diciembre de 1949, Coronel Dorrego,  Buenos Aires, secuestrado desaparecido 10 de junio de 1977, La Plata) licenciado en Geología y docente de la UNLP, militante peronista revolucionario víctima de la última dictadura cívico militar de Argentina

## Breve reseña
Fue el mayor de tres hermanos, todos desaparecidos por la dictadura. Fue monaguillo y miembro de la Acción Católica. Licenciado en Geología por la UNLP integró posteriormente el cuerpo docente de esa institución. Además de su actividad académica y política, dedicaba parte de su tiempo a la poesía. Militó primero en el Peronismo de Base y luego del Frente Revolucionario “17 de Octubre” (FR-17). Fue secuestrado en la vía pública de La Plata, calle 8 entre 60 y 61, a las 9 de la mañana del 10 de junio de 1977. Permanece desaparecido.
El mismo día de su detención fue secuestrado su hermano menor Ricardo Emir Aiub y pocas semanas después su hermana menor María Concepción Aiub de Caielli.

## Poemas
En abril de 2008 se publicó una serie de 30 poemas inéditos manuscritos de Carlos Aiub.

## Homenajes
En marzo de 2016, autoridades de la UNLP entregaron legajos reparados de 14 no docentes y 21 docentes detenidos-desaparecidos y asesinados por el terrorismo de Estado, entre ellos el de Carlos César. Iniciativa enmarcada en la Resolución N.º 259/15 que dispone “(...) la inscripción de la condición de detenido-desaparecido o asesinado, en los legajos de los docentes, no docentes, graduados y estudiantes de esta Universidad” y “dejar constancia en los legajos de los reales motivos que determinaron la interrupción del desempeño laboral o estudiantil de todos aquellos que fueron víctimas de la última dictadura cívico-militar.”
Familias Caielli-Aiub, integra uno de los capítulos del Libro "Historietas por la identidad", con guion de Federico Reggiani y dibujos de Ángel Mosquito. María Concepción Aiub, Ricardo Emir y Carlos César, su cuñada Beatriz Ronco, su esposo Rafael Caielli y su hijo, Claudio Néstor, están desaparecidos. El bebé tenía unos pocos meses cuando fue secuestrado junto a sus padres. Para la elaboración de esta historieta contaron la historia familiar Juan Martín y Ramón Aiub, los hijos de Carlos y Beatriz, que ahora buscan a su primo Claudio.